# Los Altos, Burgos
Los Altos là một đô thị trong tỉnh Burgos, Castile và León, Tây Ban Nha.